# Vamos (Album)
Vamos ist das vierte Studioalbum des deutschen Sängers, Komponisten und Produzenten Stephan Remmler. Es erschien 1993.

## Entstehung
Ursprünglich sollte das Album bereits Ende 1992 unter dem Titel BarbarellaMortadellaohneTeller erscheinen. Es war bereits vollständig produziert und im August 1992 im MSM Mastering Studio München gemastert worden. Am 25. August 1992 wurde aus diesem Album die Single BittebitteBarbarella ausgekoppelt, auf der für das Album geworben wurde. Auch auf dem zu diesem Zeitpunkt wiederveröffentlichten Album Trio live im Frühjahr 82 wurde die Veröffentlichung mit Abbildung des Covers angekündigt. Das unveröffentlichte Album hätte folgende Titel enthalten:
A-Seite
1. BittebitteBarbarella 3:40
2. Rotkäppchen komm (Hullygullymylove) 4:13
3. Sie sah aus wie ein Engel 3:20
4. Ich hab immer nur dich gesucht 3:39
5. Opa Voss 3:46

B-Seite
1. Ach ach es wär halb so schwer 3:12
2. Das Leben lieb den der viel liebt 3:25
3. Du ich wär so gern bei dir 3:46
4. Bananaboat 3:20
5. BittebitteBarbarella (Rock im Keller) 3:32
6. (Zugabe) Jetzt werden Träume wahr 5:00

Warum Remmler das Album überarbeitete, erklärte er später damit, dass es ihm angesichts der gerade begonnenen Jugoslawienkriege und zunehmenden Ausländerhass in Deutschland zu seicht erschien. Obwohl er sich bislang in seinen Liedern nie politisch positionierte, entschloss er sich, das Album BarbarellaMortadellaohneTeller neu zu konzipieren und darin seine politische Haltung zum Ausdruck zu bringen.
Remmler überarbeitete eine Handvoll der Lieder, verwarf einige und nahm drei neue Titel für das Album Vamos auf. Diese drei Neuaufnahmen entstanden gemeinsam mit den Musikern des Panikorchestern von Udo Lindenberg, die mittlerweile im Wesentlichen die Begleitband von Peter Maffay sind. Zwei Lieder des Albums (Hullygullymylove und Vamos Bananaboat) sind dem Genre Raggamuffin zuzuordnen.

## Musikalische Beschreibung
Remmler legte bei der Produktion von Vamos besonderen Wert auf die Beteiligung der Begleitmusiker, um das Album rockig klingen zu lassen. Auch inhaltlich löste sich Remmler von zwischenmenschlichen Alltagsgeschichten. Bemerkenswert ist beispielsweise das Lied Mein Freund ist Neger, in dem es um Flüchtlinge jeder Hautfarbe geht. Das Stück präsentierte Remmler bereits ein halbes Jahr vor der Veröffentlichung am 13. Dezember 1992 im Rahmen des Konzerts Heute die – morgen du!, bei dem verschiedene deutsche Musiker sich gegen Ausländerfeindlichkeit positionierten. Ungewöhnlich ist darüber hinaus das Lied Opa Voß, in dem Remmler das ereignisreiche Leben seines Großvaters Karl Voß erzählt, der am 30. Juni 1990 im Alter von 102 Jahren gestorben war.

## Rezeption
In den deutschen Charts konnten sich weder das Album noch die beiden ausgekoppelten Singles Blank und Bananaboat platzieren. Die Veröffentlichung des Albums wurde medial kaum wahrgenommen, auch wurde es nicht rezensiert. Im Laufe des Jahres 1993 wurden einzelne Titel des Albums live im Fernsehen gespielt, darunter das Lied Bananaboat, das Remmler im Mai 1993 in der Sendung Up’n Swutsch im NDR live gemeinsam mit den Toten Hosen spielte.

## Live
Im November und Dezember 1993 unternahm Remmler seine insgesamt zweite Deutschlandtournee, auf der er das Album Vamos live präsentierte. Eine Auswahl von Live-Aufnahmen erschien im August 1994 auf dem Live-Album HÜH. Ein komplettes Live-Konzert strahlte der Bayerische Rundfunk am 26. November 1993 im Rahmen der Sendung Live aus dem Schlachthof aus.

## Titelliste
A-Seite
1. Blank 4:20
2. Bananaboat 2:45
3. Das Leben lieb den der viel liebt 3:26
4. Hullygullymylove 4:15
5. Mein Freund ist Neger 3:13

B-Seite
1. Ye Ye 3:09
2. Irgendwo ganz unten 3:28
3. Opa Voss 3:46
4. Ach ach es wär halb so schwer 3:11
5. Du ich wär so gern bei dir 3:46
6. Vamos Bananaboat 3:57

Auf Audiokassette ist eine etwa zwei Minuten längere Fassung des Liedes Vamos Bananaboat enthalten. Vamos war das einzige Album, das Remmler auf dem Tonträger Digital Compact Cassette veröffentlichte, der sich technisch nicht durchsetzen konnte. Als Musikdownload ist das Album erst seit 2021 erhältlich.